# Centro de Ciências Matemáticas e da Natureza da Universidade Federal do Rio de Janeiro
O Centro de Ciências Matemáticas e da Natureza (CCMN) da Universidade Federal do Rio de Janeiro (UFRJ) compõe unidades de ensino, pesquisa e extensão desta universidade, sendo composto por sete unidades e um órgão suplementar.

## Unidades e Cursos

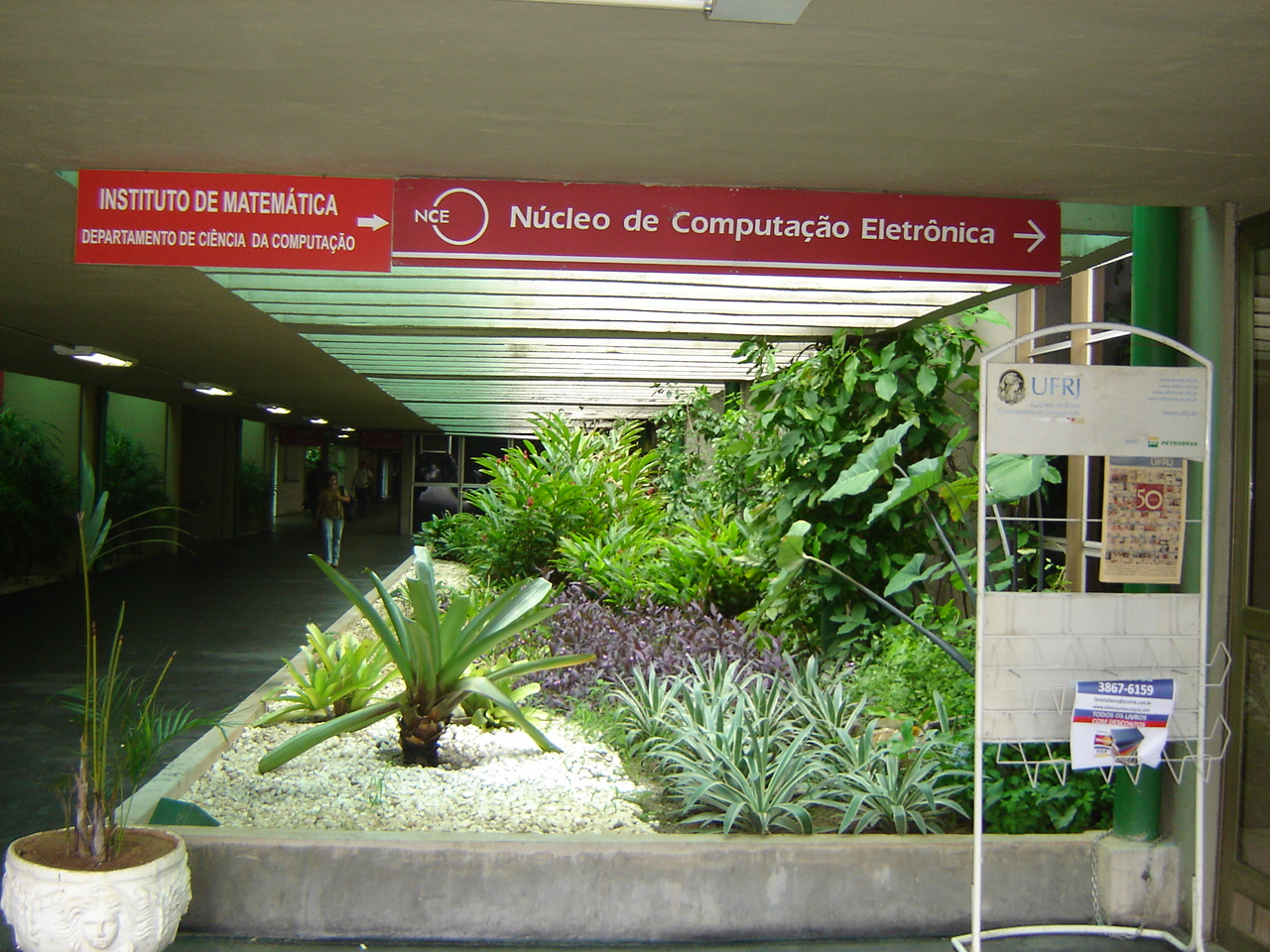
Corredor do Centro de Ciências Matemáticas e da Natureza.

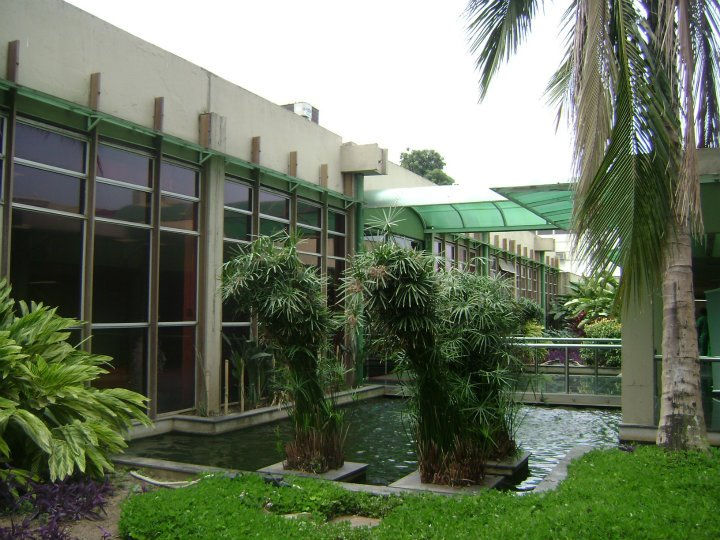
Jardim do Centro de Ciências Matemáticas e da Natureza.

- Instituto de Física (IF)
  - Física (bacharelado)
  - Física (licenciatura)
  - Física Médica

- Instituto de Geociências (IGeo)
  - Geologia (bacharelado)
  - Geologia (licenciatura)
  - Geografia (bacharelado)
  - Geografia (licenciatura)
  - Meteorologia

- Instituto de Matemática (IM)
  - Matemática (licenciatura)
  - Matemática (bacharelado)
  - Matemática Aplicada
  - Ciência da Computação
  - Ciências Matemáticas e da Terra
  - Ciências Atuariais
  - Estatística

- Instituto de Química (IQ)
  - Química (bacharelado)
  - Química (licenciatura)
  - Química Tecnológica

- Observatório do Valongo (OV)
  - Astronomia

## Órgão suplementar
- Instituto Tércio Pacitti de Aplicações e Pesquisas Computacionais (NCE)

## Centro Cultural Professor Horácio Macedo
O CCMN criou em 2003 o Centro Cultural Professor Horácio Macedo com a proposta de ser um difusor da ciência. O centro cultural é composto por um auditório conhecido como Roxinho, biblioteca, área de exposições, anfiteatro, museu, sala multimídia, laboratórios de informática, salas de seminários e um mini teatro de arena.